# Oklahoma Supreme Court

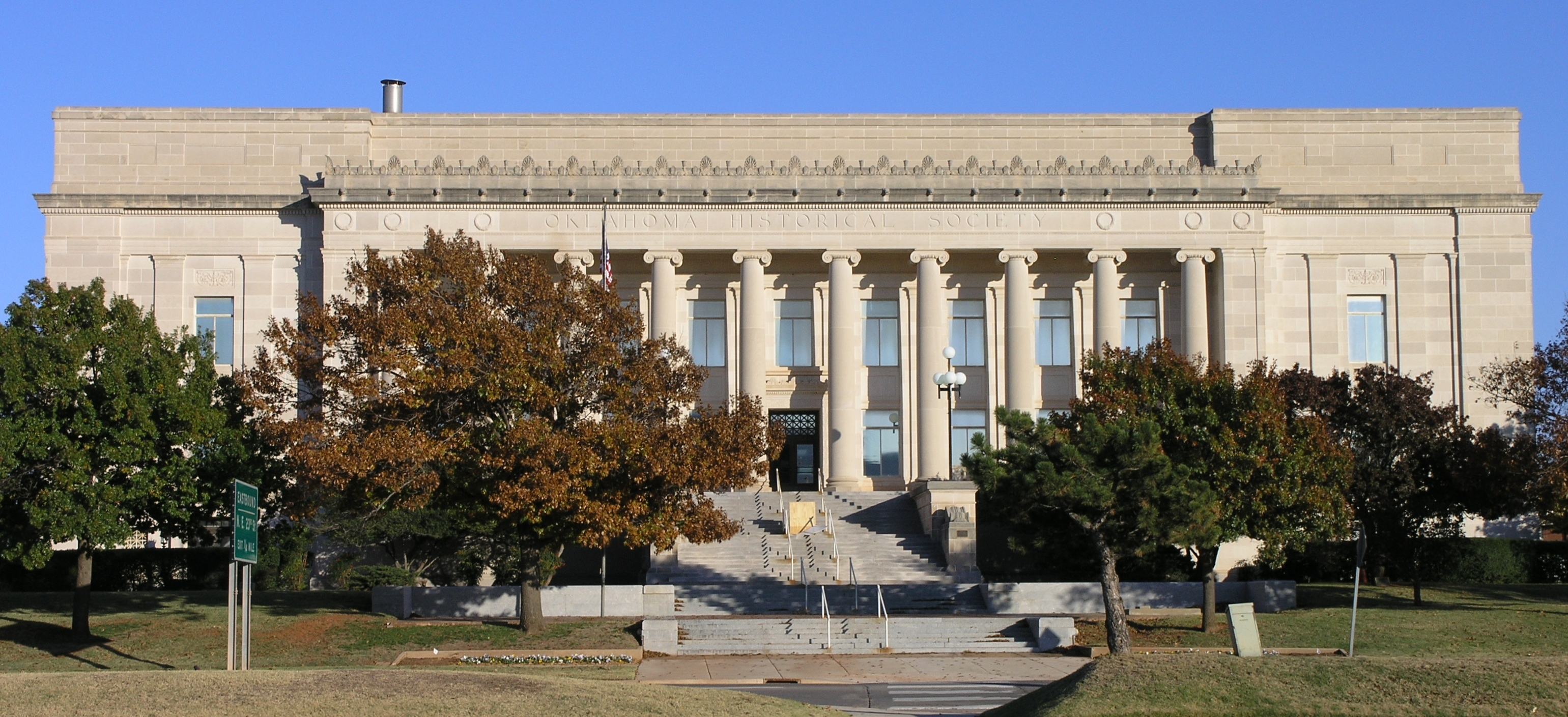
Oklahoma Judicial Center, Sitz des Oklahoma Supreme Court (2006)

Der Supreme Court of the State of Oklahoma ist der Oberste Gerichtshof des US-Bundesstaates Oklahoma. 

## Zusammensetzung
Gemäß Sektion VII Abs. 2 der Verfassung des Staates Oklahoma besteht das Gericht aus neun Richtern. Jeder Richter muss aus einem anderen Bezirk Oklahomas stammen.